# ジャパンカップサイクルロードレース1993
ジャパンカップサイクルロードレース1993は、ジャパンカップサイクルロードレースの2回目のレース。1993年10月31日に行われた。
グランツールの山岳王として人気絶頂にあったクラウディオ・キアプッチが参戦した。

## 結果
10月31日(日) 154.5km
| 順位 | 選手名                     | 国籍     | チーム               | 時間          |
| ---- | -------------------------- | -------- | -------------------- | ------------- |
| 1    | クラウディオ・キアプッチ   | イタリア | カレラジーンズ       | 4時間16分53秒 |
| 2    | ベアート・ツベルク         | スイス   | カレラジーンズ       | +3分41秒      |
| 3    | ドミトリー・ネリュビン     | ロシア   | ノブユーマ           | +3分43秒      |
| 4    | ジル・ドリオン             | フランス | カストラマ           | +8分18秒      |
| 5    | ヴィアチェスラフ・エキモフ | ロシア   | ノブユーマ           | +8分19秒      |
| 6    | ハインリヒ・トルムヘラー   | ドイツ   | カストラマ           | +8分25秒      |
| 7    | トーマス・ウェグミューラー | スイス   | フェスティナ         | +8分26秒      |
| 8    | ティエリー・ブルギニオン   | フランス | カストラマ           | +8分33秒      |
| 9    | 安原昌弘                   | 日本     | 日本ナショナルチーム | +8分59秒      |
| 10   | トム・デスメット           | ベルギー | ロット               | 同            |